# Dražkovce
Dražkovce – wieś (obec) w północnej Słowacji, w powiecie Martin, w kraju żylińskim. Znajduje się nad potokiem Kalník na Kotlinie Turczańskiej. Jej zabudowania łączą się z zabudowaniami wsi Diakova. Pierwsza wzmianka o wsi pochodzi z 1242 roku.  

## Przypisy

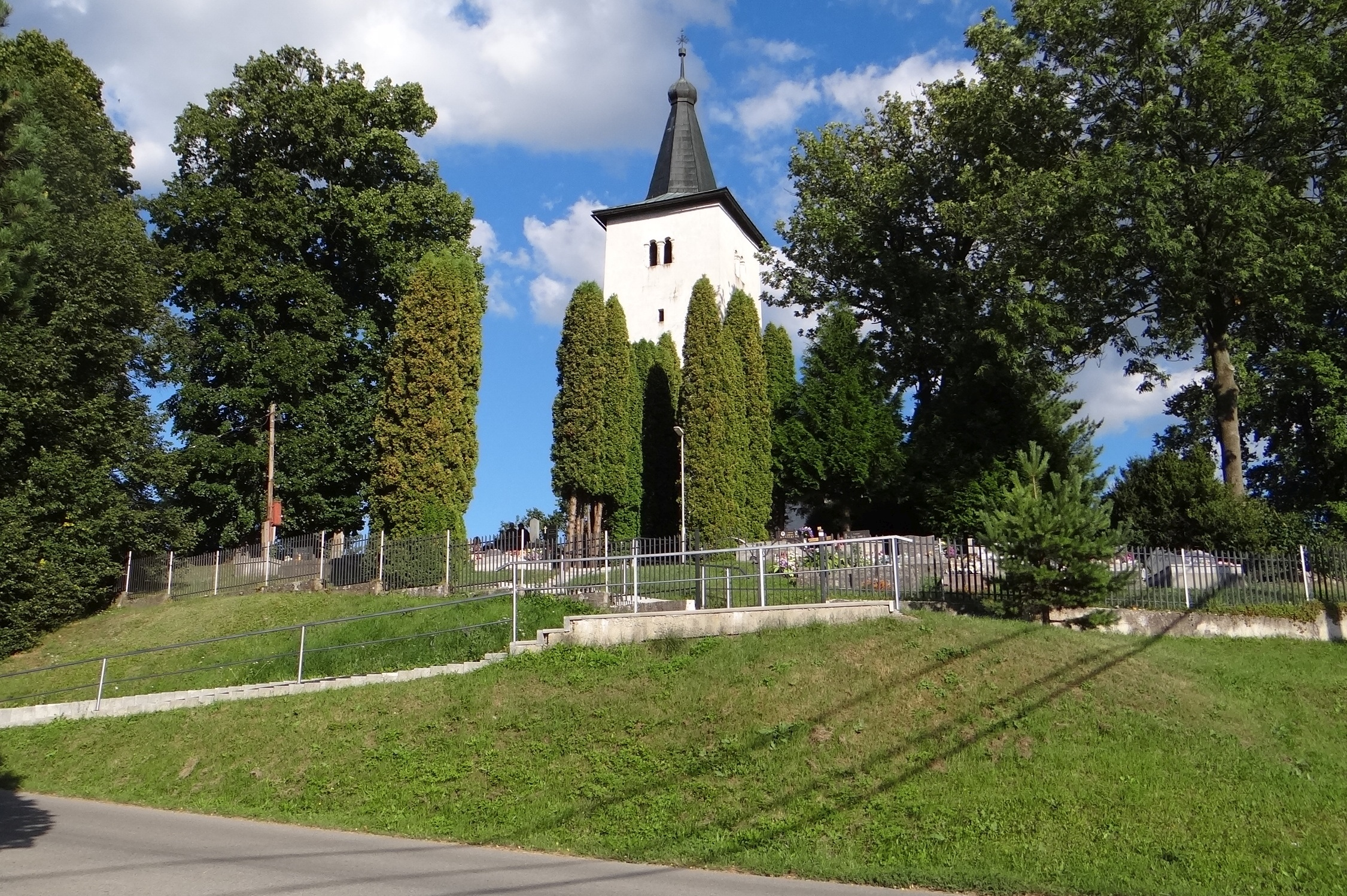
Kościół katolicki
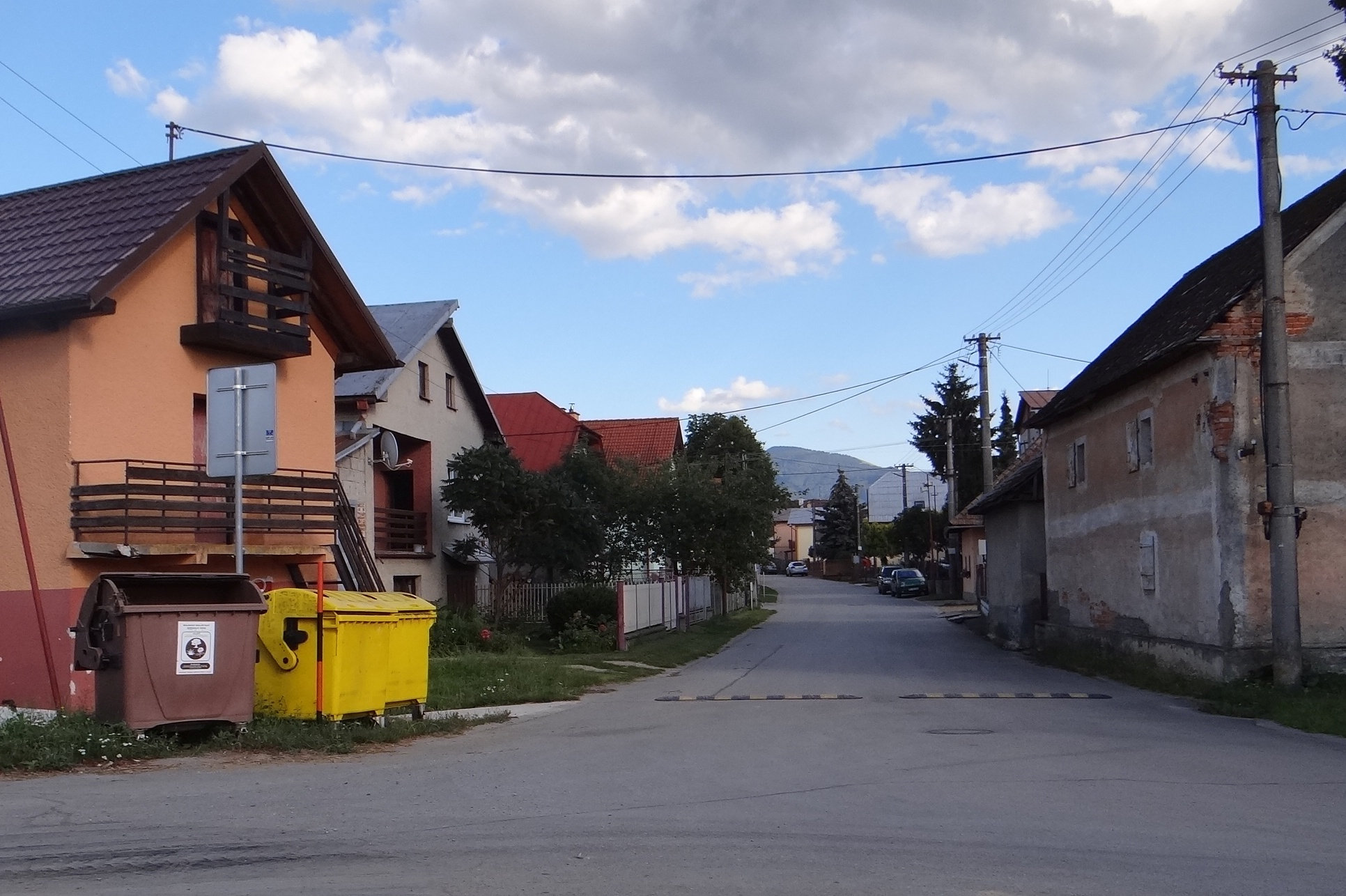
Ulica
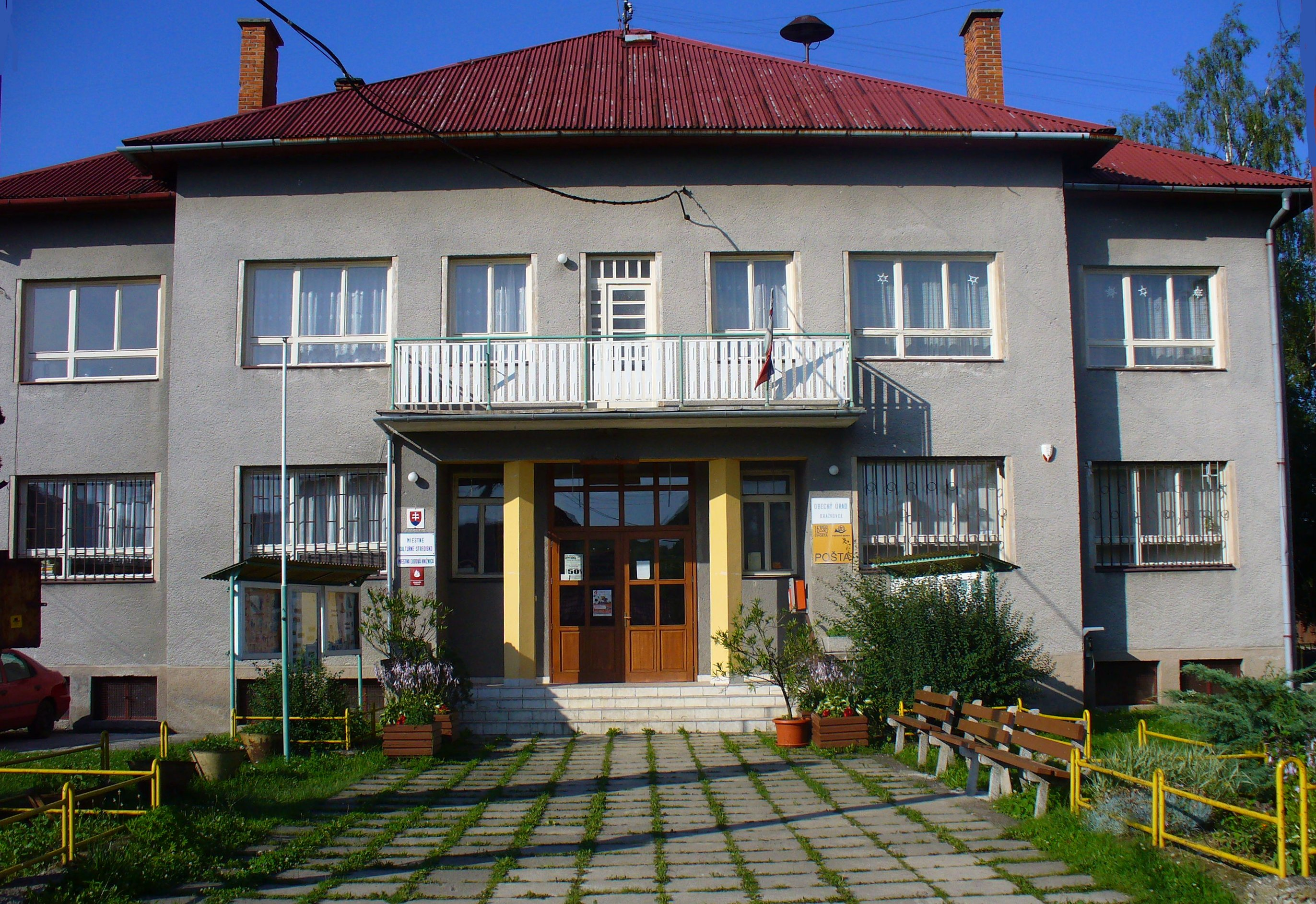
Urząd gminy